# Google Code Search
Google Code Search був безкоштовним бета- продуктом від Google, який дебютував у Google Labs 5 жовтня 2006 року, дозволяючи веб-користувачам шукати код з відкритим кодом в Інтернеті. Особливості включали можливість пошуку за допомогою операторів, а самеlang: ,package: ,license:, іfile:.
Код, доступний для пошуку, був у різних форматах, включаючи tar.gz, .tar.bz2, .tar і .zip, репозиторії CVS, Subversion, git і Mercurial.
Google Code Search охоплює багато проектів з відкритим кодом, і тому він відрізняється від «Пошуку коду для проектів Google з відкритим кодом», який був випущений пізніше.  

## Механізм регулярних виразів
Сайт дозволяв використовувати в запитах регулярні вирази, які на той момент не пропонувала жодна інша пошукова система для коду. Це робить його схожим на grep, але поверх загальнодоступного коду світу. Застосовувана методологія, яку іноді називають пошуком триграми, поєднує індекс триграми зі спеціально створеним механізмом регулярних виразів, стійким до відмови в обслуговуванні. 
У березні 2010 року код RE2, механізму регулярних виразів, що використовується в Google Code Search, був відкритий. 
Google Code Search підтримував розширений синтаксис регулярних виразів POSIX, за винятком зворотних посилань, елементів зіставлення та класів зіставлення.
Мови, які офіційно не підтримуються, можна шукати за допомогою оператора file: для відповідності загальним розширенням файлів для мови.

## Припинення
У жовтні 2011 року Google оголосив, що Code Search буде закрито разом із Code Search API.  Сервіс залишався онлайн до березня 2013 року , а тепер повертає 404.
У січні 2012 року Расс Кокс опублікував огляд історії та технічних аспектів інструменту, а також відкрив базову реалізацію схожої функції у вигляді набору автономних програм, які можуть запускати швидкий індексований пошук регулярних виразів у локальному коді. 